# Brunhøj
Brunhøj er det højeste punkt i landområdet Fårtoft på nordsiden af Mors. Højen blev dannet under den sidste istid og rejser sig 79 m over havets overflade. I dag huser højen en vindmølle og en sendemast fra Telia. Fra højen er der udsigt over Limfjorden, Thisted, Nykøbing Mors og Fur.
|  | Denne artikel om lokaliteten Brunhøj kan blive bedre, hvis der indsættes et (bedre) billede. Du kan hjælpe ved at afsøge Wikimedia Commons for et passende billede eller lægge et op på Wikimedia Commons med en af de tilladte licenser og indsætte det i artiklen. |

56°52′28″N 8°42′26″Ø / 56.87444°N 8.70722°Ø